# 1419
Năm 1419 là một năm thường bắt đầu bằng ngày Chủ Nhật trong lịch Julius.

## Mất
- 5 tháng 4 - Vincent Ferrer, nhà truyền giáo và thánh Tây Ban Nha (sinh 1350)
- 16 tháng 8 - Wenceslaus, vua của người La Mã, vua của Bohemia (sinh 1361)
- 10 tháng 9 - John the Fearless, Công tước xứ Bourgogne (bị ám sát) (sinh 1371)
- 22 tháng 11 - Antipope John XXIII
- 17 tháng 12 - William Gascoigne, Chánh án của Anh